# World Oyama Karate
World Oyama Karate — міжнародна організація бойових мистецтв, що практикує повноконтактне карате в японській традиції. Заснована у 1985 році братами Сосю Шіґеру Ояма та Соші — Сайко Шихан Ясухіко Ояма, організація поєднує сувору дисципліну, бойову ефективність і глибоку філософію самовдосконалення.

## Історія
У 1965 році Масутацу Ояма, засновник стилю Кіокушин, відправив свого головного інструктора Шіґеру Ояма до Нью-Йорка для поширення Кіокушин карате в США. У 1972 році його брат Ясухіко Ояма був направлений до Бірмінгема, штат Алабама, для подальшого розвитку стилю. У 1985 році брати заснували незалежну організацію World Oyama Karate, яка швидко розширилася, відкривши понад 150 додзьо в 19 країнах світу.

## Засновники
Сосю Шіґеру Ояма (1936–2016) був 10-дановим майстром карате з понад 50-річним досвідом. Він відомий своєю участю в 100-людинному куміте, де переміг 100 чорних поясів поспіль. Його демонстрації, такі як ловля меча голими руками, стали легендарними.
Соші — Сайко Шихан Ясухіко Ояма є 9-дановим майстром карате, колишнім чемпіоном Японії з повноконтактного карате, автором кількох книг і відео. Він відомий своїми майстер-класами по всьому світу, включаючи Азію, Європу та Америку.

## Стиль і філософія
World Oyama Karate базується на принципах Кіокушин, зосереджуючись на повноконтактних поєдинках, техніці ката, роботі з традиційною зброєю та розвитку духу. Тренування включають кіхон (базові техніки), ката (формальні комплекси), куміте (спаринги) та роботу з зброєю. Організація прагне виховати фізично та морально сильних особистостей.

## Сучасна діяльність
Головний додзьо World Oyama Karate розташований у Бірмінгемі, штат Алабама. Організація проводить регулярні семінари, змагання та майстер-класи в різних країнах, включаючи США, Японію, Росію та інші. Її представництва активно працюють у Європі, Азії та Америці.

## Значущість
World Oyama Karate має понад 150 офіційних додзьо в 19 країнах світу. Організація відома своєю відданістю високим стандартам викладання та підготовкою деяких з найкращих міжнародних чемпіонів з повноконтактного карате.